# Кускус Тейта
Кускус Тейта (Dactylopsila tatei) — эндемик острова Фергуссон в составе островов Д’Антркасто (Папуа — Новая Гвинея). Относится к семейству сумчатых летяг. Животное занесено в международную Красную книгу как редкий вид с ограниченным ареалом.

## Описание
Кускус Тейта довольно маленький, размером от 12 до 31 дюйма в длину и весом от 3 до 25 унций. У этого вида обычно черный мех с двумя белыми полосками, которые проходят вдоль спины, напоминая скунса. У них также короткий хвост с белой окраской на кончике.
Кускус Тейта обитает в высокогорных (600—1000 м) туманных лесах в западной части острова. Кускус Тейта обитает на деревьях и редко встречается на лесной подстилке. В течение дня этот вид, как правило, остаётся в своих гнездах из сухих листьев в дуплах деревьев. Кускусы Тейта также ведут ночной образ жизни и выходят только ночью, чтобы найти еду. Этот вид является насекомоядным, но иногда их можно встретить, жующими кору деревьев или поедающими фрукты и листья.